# Gustav Ipavec
Gustav Ipavec, slovenski skladatelj in zdravnik, * 15. avgust 1831, Šentjur (pri Celju), † 20. avgust 1908, Šentjur.
Gustav Ipavec, po nekaterih virih tudi Gustav Ipavic, je brat Benjamina Ipavca in oče Josipa Ipavca, prav tako zdravnik v Šentjurju. V slogu glasbene romantike je večinoma komponiral zborovske in solistične pesmi. Med najbolj znanimi so zdaj že ponarodele pesmi: Slovenec sem, Kje so moje rožice in Kje so tiste stezice.
Več desetletij je bil župan Šentjurja.

## Življenjepis
Za podrobnosti glej tudi Življenjepis bratov Ipavec
Po šolanju je odšel nazaj v rodno mesto in nadaljeval očetovo obrt. Pri tem je bil tako uspešen, da je postal župan trške občine Sveti Jurij. Tako kot njegov Brat Benjamin, je bil velik rodoljub in se je takoj pridružil na novo ustanovljeni celjski čitalnici. Skupaj z bratom je predstavil Pesmarico. Na čitalnicah je tudi predstavil svoj samospev (Poklic), ob prvi obletnici čitalnice pa pomagal pri nakupu klavirja. 
Hkrati je bil tudi občinski odbornik v rojstnem kraju, sodeloval je pri nastajanju mladoslovenskega časnika Slovenski narod, bil med pobudniki veličastnega žalskega tabora, se vključil v delo Slovenske matice, in bil torej zelo aktiven na različnih področjih. Leta 1869, v času največjega razmaha taborskega gibanja, je bil izvoljen za Šentjurskega župana. 
Gustav je leta 1855 ustanovil mešani pevski zbor, nato pa še več društev: podružnico Kmetijske družbe za Štajersko (pred smrtjo mu je za izjemne zasluge na področju sadjarstva, vinogradništva in poljedelstva društvo podelilo zlato kolajno), gasilsko društvo Cesarjeviča Rudolfa, društvo za spodnji Štajer in podružnico narodnoobrambne Družbe sv. Cirila in Metoda). 
Zavzemal se je tudi za napredek šolstva, bil je član celjskega okrajnega šolskega sveta in krajevni nadzornik šentjurske ljudske šole, ki se je na njegovo pobudo razširila v tro- in pozneje štiri-razrednico. Skupaj z učiteljem Frančiščkom Vučnikom je izdajal rokopisni tednik, ki je krožil po hišah in prebivalce informiral o splošnih in familiarnih novicah. Zelo si je želel izboljšati gospodarstvo Sv. Jurija in zato veliko pozornosti namenjal vinogradništvu, poljedelstvu, čebelarstvu, prav tako pa tudi sami vodooskrbi v Šentjurju. 
Leta 1869 je bil izvoljen v celjski okrajni zastop (kjer so bili Slovenci vse do devetdesetih let v manjšini), vstopil je med člane Glasbene matice, bil član društva štajerskih zdravnikov in postal dirigent spodnještajerskega Slovenskega pevskega društva.
Leta 1883 je Šentjur obiskal cesar Franc Jožef I., ki se je Gustavu Ipavcu zahvalil za topel sprejem s podelitvijo zlatega križca s krono. S križcem je bil ponovno nagrajen 1896, kasneje pa celo imenovan za cesarskega svetnika, zaradi česar je med rojaki užival še poseben ugled. 
Tudi pri skladanju pesmi je mislil na neizobražene glasove, zaradi česar pevci niso imeli velikih težav pri izvajanju pesmi. Le te so se med Slovenci širile z neverjetno hitrostjo. Še poseben uspeh je doživela udarna rodoljubna himna z naslovom »Slovenec sem«. Zaradi njegovega dela ga je Glasbena matica izvolila za častnega člana.
Kljub temu, da je bil tako pomemben, je mislil tudi na dobrobit kmetov. V dunajski zbor je vložil pobudo, da bi se pri delitvi kmečkih posestev zagotovil določen kapital. Njegovo ljubezen do domovine in časti nam najlepše prikaže naslednji citat: »Vi ljubite slovensko zastavo ... Pošteno naj bo in čisto Vaše življenje, kakor je bela barva; modro naj bo Vaše življenje, kakor vas na to spominja modra barva Vaše zastave, in goreča naj bo Vaša ljubezen do domovine, kakor je rdeča barva Vašega narodnega znaka.«
V začetku leta 1907 je Gustav Ipavec težko zbolel za vnetjem ledvic in vodenico. Večinoma se je zdravil sam, z nasveti pa mu je pomagal sin Josip, takrat že zdravnik v Šentjurju. Umrl je 20. avgusta 1908. Šentjurčani so mu priredili velik pogreb. Njegova pomembnost za slovenski narod se kaže tudi v pesmi, izklesani na njegovem nagrobniku. Za to priložnost jo je napisal pesnik Anton Aškerc: 
»To nisi Ti, ki v temni tej gomili,
v domače zemlje naše tihem krili
ležiš molčeč!
Smrt le telo je Tvoje strla,
a pesem Tvoja sladka ni umrla:
ž njoj vred med nami danes še živiš!
Dokler po svetu hodil bo Slovenec,
na grobu Tvojem ne usahne venec:
tu zelenel in dišal bo navek!
Iz srca so privrele melodije
Ti nežne polne poezije,
v rojakov srcih našle so odjek!«